# .ws
.wsはサモア独立国に割り当てられている国別コードトップレベルドメイン(ccTLD)。SamoaNICに管理されている。wsは西サモア（Western Samoa）から来ているが、ウェブサイト（website）の略称としても使われている。
.wsは、フロリダ州のGlobal Domains International (GDI)により全てのドメイン名を参照されており、毎月10ドルを払い、半分の5ドルが1ドルずつ5つの上位会員へ渡るマルチ商法を取っている。